# Nautilocalyx silvaticus
Nautilocalyx silvaticus är en tvåhjärtbladig växtart som först beskrevs av José Cuatrecasas, och fick sitt nu gällande namn av Wiehler. Nautilocalyx silvaticus ingår i släktet Nautilocalyx och familjen Gesneriaceae. Inga underarter finns listade i Catalogue of Life.